# Kochav Ja'ir
Kochav Ja'ir (hebrejsky כּוֹכַב יָאִיר, doslova „Ja'irova hvězda“, v oficiálním přepisu do angličtiny Kokhav Ya'ir) je místní rada (menší město) v Izraeli, v Centrálním distriktu.

## Geografie

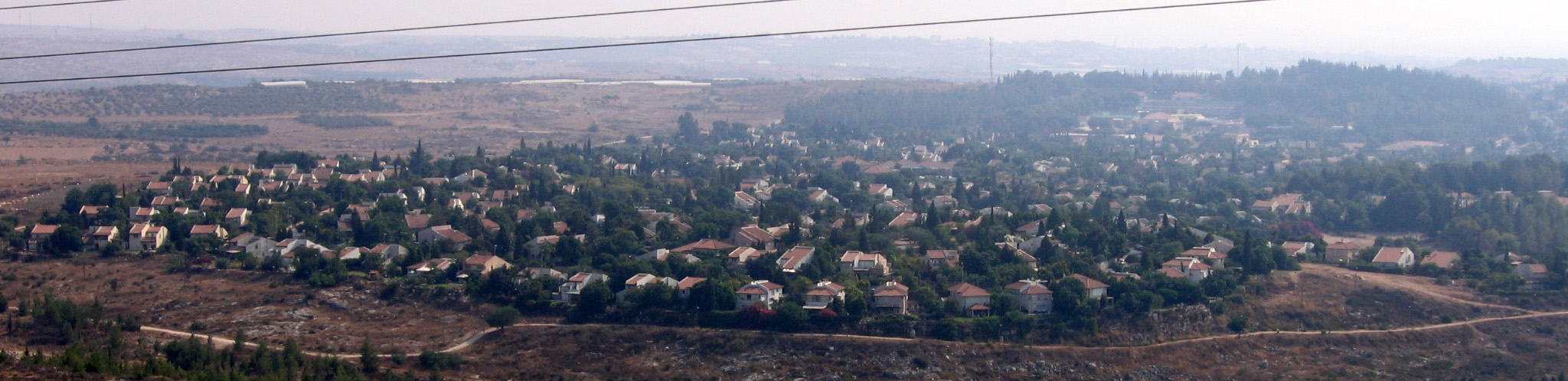
Pohled na Kochav Ja'ir od obce Cur Natan

Leží v nadmořské výšce 95 metrů, cca 27 kilometrů severovýchodně od centra Tel Avivu, na severovýchodním okraji metropolitní oblasti Tel Avivu (Guš Dan) a na pomezí Izraelské pobřežní planiny a západního okraje pahorkatiny, která pak dál na východě přechází v hornatinu Samařska. Severně od města do pobřežní planiny vstupuje vodní tok Nachal Alexander. Za ním proniká do nížiny hřbet Giv'at Me'amer.
Kochav Ja'ir je situován přímo na Zelenou linii, která odděluje Izrael v jeho mezinárodně uznávaných hranicích od okupovaného Západního břehu Jordánu, ale katastr obce leží zcela na izraelské straně této linie. Západně od města probíhá severojižní dopravní tah dálnice číslo 6 (takzvaná Transizraelská dálnice).
Město je součástí hustě zalidněného sídelního pásu, který volně navazuje na aglomeraci Tel Avivu. Okolí je ale prostoupeno rozsáhlými okrsky nezastavěné krajiny s intenzivním zemědělstvím. Osídlení v tomto regionu je národnostně smíšené. Na západě leží izraelské arabské město Tira. Necelé 4 kilometry na jihozápad od Kochav Ja'ir se rozkládá již na Západním břehu Jordánu palestinské město Kalkílija, které ale počátkem 21. století bylo od okolního izraelského území odděleno Izraelskou bezpečnostní bariérou. Východně od Kochav Ja'ir přechází židovské osídlení i na Západní břeh Jordánu (osada Cofim).

## Dějiny
Kochav Ja'ir byl založen roku 1981 a byl pojmenován podle přezdívky Ja'ir, kterou měl vůdce radikální židovské organizace Lechi Avraham Stern - Kochav je také překlad jeho příjmení Stern (Hvězda). Roku 1981 se na místě usadilo v provizorních obydlích prvních patnáct rodin. Roku 1983 začala výstavba zděných domů, jejichž 1. etapa byla dokončena roku 1986, kdy se do nich nastěhovali první obyvatelé. Toho roku byl Kochav Ja'ir oficiálně uznán jako samostatná obec. Šlo o 550 rodin. V létě 1989 začalo osidlování 2. etapy výstavby se 150 rodinami. V roce 1990 následovala 3. etapa určená pro 100 rodin a v roku 1996 byla dokončena další etapa.
V roce 1991 byla jižně od Kochav Ja'ir založena také obec Cur Jig'al (hebrejsky: צוּר יִגְאָל, doslova „Jig'alova skála“, podle izraelského politika Jig'ala Kohena, anglicky: Tzur Yigal, v oficiálním seznamu sídel Zur Yig'al) Stejně jako v případě Kochav Ja'ir šlo o snahu posílit demograficky židovské osídlení na pomezí Zelené linie, a to v rámci programu Jišuvej ha-Kochavim. Cur Jig'al byl osídlen v roce 1994 a rychle se vyvinul v rezidenční sídlo městského typu.
Už v roce 1998 byly zahájeny přípravy na sloučení obou obcí. Dohoda o spojení byla podepsána v říjnu 2002 a jednotná obec vznikla v říjnu 2003. V rámci Izraele jde o socioekonomicky úspěšnou komunitu. Funguje zde veřejná knihovna, sedmnáct mateřských škol, dvě sekulární základní školy, jedna náboženská základní škola a střední škola. V plánu je výstavba nové obytné čtvrti s 300 bytovými jednotkami, cílené na usídlení penzistů. Kromě toho probíhá výstavba dalších domů. Na západní straně obce se nachází menší průmyslová zóna. V obci žije izraelský politik Ehud Barak. V roce 2000 ho zde v jeho domě navštívil tehdejší prezident Palestinské autonomie Jásir Arafat. Také zde bydlí Šaul Mofaz, Dani Jatom, Uzi Dajan a další politici.

## Demografie
Populace v Kochav Ja'ir je smíšená, tedy složená ze sekulárních i nábožensky založených obyvatel. V roce 2005 se podíl nábožensky založených obyvatel udával na 20 %.
Podle údajů z roku 2009 tvořili naprostou většinu obyvatel Židé – cca 9 300 osob (včetně statistické kategorie "ostatní", která zahrnuje nearabské obyvatele židovského původu ale bez formální příslušnosti k židovskému náboženství, cca 9 400 osob).
Jde o středně velké sídlo městského typu. Obě části nynějšího města, tedy Kochav Ja'ir i Cur Jigal prodělaly v 90. letech bouřlivý populační rozmach, který se ale v případě Kochav Ja'ir zastavil již po roce 1997. Počet obyvatel Cur Jigal rostl ještě počátkem 21. století ale pak se také téměř zastavil. Je to způsobeno vyčerpáním většiny územních rezerv pro další bytovou výstavbu, přičemž expanze východním směrem je omezena faktem, že v takovém případě by město přerůstalo na Západní břeh Jordánu, jehož budoucí status je nejistý. V roce 2006 navíc Nejvyšší soud Státu Izrael rozhodl, že část bezpečnostní bariéry poblíž nedaleké židovské osady Cofim má být demontována a postavena v nové trase, která nebude zabírat a izolovat soukromé zemědělské pozemky v majetku Palestinců ze sousedních vesnic. Tato bariéra tudíž má být přemístěna blíže z Zelené linii, tedy blíže ke Kochav Ja'ir. K 31. prosinci 2017 zde žilo 8900 lidí.
| Rok            | 1983 | 1990  | 1993  | 1994  | 1995  | 1996  | 1997  | 1998  | 1999  | 2000  | 2001  |
| -------------- | ---- | ----- | ----- | ----- | ----- | ----- | ----- | ----- | ----- | ----- | ----- |
| Počet obyvatel | 100  | 3 800 | 4 800 | 5 000 | 5 300 | 5 300 | 4 900 | 5 000 | 5 000 | 5 000 | 4 900 |

| Rok            | 1995  | 1996  | 1997  | 1998  | 1999  | 2000  | 2001  | 2002  |
| -------------- | ----- | ----- | ----- | ----- | ----- | ----- | ----- | ----- |
| Počet obyvatel | 2 800 | 3 200 | 5 400 | 5 800 | 6 200 | 6 400 | 6 600 | 6 800 |

| Rok            | 2003   | 2004   | 2005   | 2006   | 2007   | 2008   | 2009  | 2010  | 2011  | 2012  | 2013  | 2014  | 2015  | 2016  | 2017  |
| -------------- | ------ | ------ | ------ | ------ | ------ | ------ | ----- | ----- | ----- | ----- | ----- | ----- | ----- | ----- | ----- |
| Počet obyvatel | 11 800 | 11 800 | 11 800 | 11 700 | 11 700 | 11 745 | 9 397 | 9 200 | 9 200 | 9 300 | 9 200 | 9 100 | 9 100 | 9 000 | 8 900 |